# Slåttestjärnen (Lycksele socken, Lappland, 718944-163916)
Slåttestjärnen är en sjö i Lycksele kommun i Lappland och ingår i Umeälvens huvudavrinningsområde. Sjön har en area på 0,0459 kvadratkilometer och ligger 247,2 meter över havet.

## Delavrinningsområde
Slåttestjärnen ingår i det delavrinningsområde (718946-164110) som SMHI kallar för Utloppet av Alträsket. Medelhöjden är 288 meter över havet och ytan är 13,34 kvadratkilometer. Räknas de 7 avrinningsområdena uppströms in blir den ackumulerade arean 44,88 kvadratkilometer. Alträskbäcken som avvattnar avrinningsområdet har biflödesordning 4, vilket innebär att vattnet flödar genom totalt 4 vattendrag innan det når havet efter 194 kilometer. Avrinningsområdet består mestadels av skog (82 procent). Avrinningsområdet har 2,2 kvadratkilometer vattenytor vilket ger det en sjöprocent på 16,5 procent.